# Parallel Artificial Membrane Permeation Assay
Der Parallel Artificial Membrane Permeation Assay (PAMPA) ist ein in der Arzneimittelforschung eingesetztes in vitro-Modell für passiven Membrantransport und dient zur Vorhersage der Membrangängigkeit von Molekülen. Über die Vertiefungen einer Mikrotiterplatte wird eine künstliche lipophile Membran gelegt, die so zwei voneinander getrennte wässrige Kompartimente schafft. Das Donor-Kompartiment enthält neben einer Pufferlösung die zu testende Verbindung. Das Akzeptor-Kompartiment wird auf die Mikrotiterplatte gesetzt und enthält nur die Pufferlösung. Der Aufbau wird als "PAMPA-Sandwich" bezeichnet. Die Membran besteht aus Phospholipiden und verschiedenen Lösungsmitteln.

## Einsatz
Durch Auswahl der Membrankomponenten und des Puffer sowie der Anpassung des pH-Werts können verschiedene Barrieren simuliert werden. Die Etablierung eines pH-Gradienten (wie er beispielsweise zwischen Gastrointestinaltrakt (pH 1–8) und Blut (pH 7,4) besteht) ist möglich. Es existieren PAMPA-Modelle für den Gastrointestinaltrakt, die Blut-Hirn-Schranke und die Haut. Obwohl das PAMPA-Modell keinen aktiven Transport abbilden kann, hat es für die Arzneimittelforschung große Relevanz, da 95 % aller Arzneimittel passiv diffundieren. Es wird in den frühen Stadien der Forschung eingesetzt. Durch die Wahl von Mikrotiterplatten mit 96 Näpfchen kann die insgesamte Versuchszeit verringert werden. Die kurze Dauer und das geringe benötigte Volumen stellt einen Vorteil gegenüber der ebenfalls zur in vitro-Bestimmung der Permeabilität eingesetzten Caco-2-Zellinien.